# Obolcola pulverea
Obolcola pulverea är en fjärilsart som beskrevs av Louis Beethoven Prout 1917. Obolcola pulverea ingår i släktet Obolcola och familjen mätare. Inga underarter finns listade i Catalogue of Life.